# Streuwiese

Kopfbinsenwiese (Primulo-Schoenetum ferruginei) bei Wolpertswende, eine der seltensten Streuwiesentypen des deutschen Alpenvorlandes

Die Streuwiese ist ein historischer mitteleuropäischer Nutzungstyp einer Wiese. Streuwiesen dienten der Produktion von Einstreu für die Stallungen, nicht der Ernährung von Viehbeständen. Prägendes Merkmal für die Nutzung dieser Wiesen war, dass sie nur einmal jährlich, im Herbst, gemäht wurden.
Nasses Grünland, meist auf Niedermoorstandorten, wurde auf Grund des geringen Futterwertes des Aufwuchses bevorzugt als Streuwiesen genutzt. Dies geschah in stroharmen und extrem humiden Regionen wie dem nördlichen Alpenvorland. Heute ist die Streuwiesennutzung ein Relikt einer historischen Landnutzungsform und Agrarwirtschaft, das in der Regel durch staatliche Förderprogramme und Naturschutzverbände erhalten wird. Streuwiesen gehören zu den erst unter Einfluss des Menschen entstandenen oder durch ihn wesentlich geförderten, aber durch heutige intensive Landnutzungspraktiken bedrohten Halbkulturformationen.
Eine ähnliche Nutzung wiesen die Steljniki der Weißkrain in Slowenien auf, auf denen Adlerfarn als Einstreu kultiviert wurde. Die Streuwiese darf nicht mit der Streuobstwiese verwechselt werden, die eine mit hochstämmigen Obstbäumen bestandene Futterwiese darstellt.

## Geschichte
Bis in die frühe Neuzeit überwog in späteren Streuwiesenlandschaften die Egartwirtschaft, eine Form der Feldgraswirtschaft, bei der die Bauern ein Stück Land eine Zeitlang pflügten und als Acker nutzten und dann einige Zeit zur Wiederherstellung der Bodenfruchtbarkeit ruhen ließen, in dieser Zeit wurde es als Grünland genutzt. Die nicht ackerfähigen Teile der Gemarkung, darunter nasse, moorige Bereiche, wurden als Allmende vom Vieh beweidet; nach Möglichkeit aber daneben auch einmal im Jahr zur Futtergewinnung mit der Sense gemäht. Die genaue Struktur und Nutzung der späteren Streuwiesen ist dabei heute kaum anzugeben, da sie in den Urkunden keine Erwähnung fand und wissenschaftliche (z. B. vegetationskundliche) Forschungen noch nicht existierten. Das Stroh der Ackerflächen wurde ebenfalls an das Vieh verfüttert. Das Vieh verblieb fast ganzjährig im Freien.

Streueträgerinnen in Novaggio (Südschweiz) 1941

Diese viele Jahrhunderte übliche Wirtschaftsform kam etwa Anfang des 19. Jahrhunderts durch eine Kombination der Auswirkungen neuer Erfindungen und obrigkeitsstaatliche Eingriffe außer Gebrauch. Durch verbesserte Transportmöglichkeiten durch Wasserstraßen und Eisenbahnen konnten die Regionen von außerhalb mit billigem Getreide versorgt werden, der Ackerbau auf den ertragsarmen Standorten wurde unrentabel. Die Betriebe in niederschlagsreichen Regionen wie dem Voralpenland spezialisierten sich zunehmend auf reine Grünlandwirtschaft. Gleichzeitig löste der neuzeitliche Staat im Zuge der Markenteilungen die gemeinschaftlich genutzten Weiden auf. In Folge hielten die Bauern zunehmende Stückzahlen von Vieh nun dauerhaft im Stall. Die dazu zwingend notwendige Einstreu hatten sie vorher durch Abharken in Wäldern gewonnen, was aufgrund der aufkommenden modernen Forstwirtschaft aber bald ebenfalls durch die Forstgesetze verboten wurde. Dadurch kam es in den Betrieben zu einem Mangel an Einstreu. Dem wurde durch die Einrichtung spezialisierter Streuwiesen entgegengearbeitet. Dies führte zu einem erheblichen Aufschwung der Streuwiesen, die etwa Ende des 19. Jahrhunderts eine maximale Ausdehnung erreichten. Ihr wirtschaftlicher Wert konnte zeitweise denjenigen ertragreicher Futterwiesen sogar übersteigen. Etwa nach dem Zweiten Weltkrieg wurden Streuwiesen aufgrund neuartiger Stallsysteme und weiter verbilligter Transportmöglichkeiten, die den Import von Stroh ermöglichten, rasch unrentabel. Ihre Bewirtschaftung erfolgte etwa noch bis in die 1960er Jahre.
Außerhalb des Voralpenlands in Deutschland, Österreich und der Schweiz wurden quellige Feuchtwiesen und Moorwiesen mit geringem Futterwert gelegentlich ebenfalls im 19. und frühen 20. Jahrhundert, bis in die 1950er Jahre, zur Streugewinnung genutzt, Streuwiesen kamen also auch in anderen Regionen vor (wie z. B. Sachsen). Sie erreichten aber hier bei weitem nicht dieselbe Bedeutung. Heute ist es teilweise üblich, Vegetationsbestände des pflanzensoziologischen Verbands Molinion (vgl. dazu unten) auch dann „Streuwiesen“ zu nennen, wenn sie nicht traditionell zur Streugewinnung genutzt wurden. Solche Bestände gibt es beispielsweise auch in der Mittelgebirgsregion und im norddeutschen Tiefland, wo eine Nutzung zur Streugewinnung niemals üblich war. Ungedüngte, Pfeifengras-reiche Feuchtwiesen waren in vielen Regionen vorhanden, möglicherweise gingen die meisten späteren Feuchtwiesen durch Melioration aus solchen Beständen hervor. Auch im Voralpenland wurden viele davon als (extensive) Futterwiesen genutzt.

## Standort und Bewirtschaftung
Standortökologisch handelt es sich um eine ungedüngte, einmal im Jahr und zwar erst im Herbst gemähte Wiese auf wechselfeuchten bis nassen Standorten (Bodentyp meist Pseudo- und Anmoor-Gley). Das Grundwasser steht ganzjährig relativ hoch, schwankt aber meist stark. Im stroharmen süddeutschen Alpenvorland oder im steirischen Salzkammergut, wurde sie noch bis in die 1960er Jahre genutzt. In weiten Teilen der Schweiz werden Streuwiesen, ermöglicht durch staatliche Zuschüsse, bis heute als Einstreulieferant genutzt.
Ziel war die Gewinnung möglichst großer Mengen von qualitativ hochwertigem, d. h. saugfähigem Einstreumaterial. Da Streuwiesen nie gedüngt wurden, waren die Streu-Erträge von den natürlichen Standortverhältnissen (natürliche Nährstoffnachlieferung, Wasserhaushalt) abhängig. Die Erträge der am weitesten verbreiteten Streuwiese, nämlich der typischen Pfeifengraswiese, liegen zwischen 30 und 60 Dezitonnen Trockenmasse pro Hektar (dt TM/ha).
Durch Entwässerung, Düngung und Vorverlegung des Schnitts in die Sommermonate können Streuwiesen jedoch relativ leicht in Futterwiesen umgewandelt werden. Dies ist auch der Grund dafür, dass es diesen Wiesentyp heute kaum mehr gibt. Nicht rentabel meliorierbare Bestände sind großflächig verbracht, nicht mehr bewirtschaftete Streuwiesen gehen in der Regel rasch in Schilfröhrichte über.
Durch Naturschutzvereine, Naturschutzbehörden und Landschaftspflegeverbände werden in manchen Gebieten jedoch Restflächen durch regelmäßige Herbstmahd erhalten.
Am 1. Januar 2010 wurde die Koordinationsstelle der Allgäuer Streueverwertung, ein Teilprojekt der Allgäuer Moorallianz, als allgäuweites LEADER-Projekt in den vier Landkreisen Ostallgäu, Unterallgäu, Oberallgäu und Lindau gegründet. Träger dieser Stelle sind die Landschaftspflegeverbände der Landkreise Ostallgäu, Unterallgäu, Oberallgäu sowie der Landkreis Lindau.
Aufgabe der Koordinierungsstelle ist die Organisation einer optimalen Verwertung und Vermarktung des Produktes Streue sowie die Vernetzung aller daran beteiligten Personen und Institutionen. Ziel dieses Projektes ist die bessere Vermarktung dieses Produktes, die Erhaltung und Wiederherstellung der Streuwiesen und eines Verbesserung des Zuerwerbs für Landwirte. Gleichzeitig soll die Artenvielfalt und einzigartige Natur sowie Kulturlandschaft des Allgäus bewahrt werden, indirekt eine zusätzliche Wertschöpfung für den Tourismus entstehen. Jährlich kommen hunderttausende Gäste ins Allgäu, weshalb es notwendig ist, bedeutende Landschaftselemente wie die bunt blühenden Streuwiesen zu erhalten. Hochwertige Streu wird als Futter-Beimischung oder als Einstreu an Kopfbereichen verwendet. Dagegen wird Streu minderer Qualität in der technischen Verwertung (z. B. Heizkraftwerk) eingesetzt. Dabei hängt die Qualität stark vom Zustand der beernteten Flächen ab.

## Pflanzenwelt
Neben den Trocken- und Halbtrockenrasen gehören die Streuwiesen zu den artenreichsten Lebensräumen Mitteleuropas. Auf Probeflächen von nur 20 Quadratmeter Fläche kommen bis zu 70 Pflanzenarten vor, in einzelnen Wiesen wurden über 100 Arten registriert. Typische Streuwiesen haben etwa 30–40 Pflanzenarten. Nur ein vielfältiges Mosaik ausreichend großer Streu- und Nasswiesen mit unterschiedlichen Kontaktbiotopen bei gleichzeitig möglichst extensiver, kleinräumiger Nutzung kann den Ansprüchen dieser Lebensgemeinschaften (Biozönosen) gerecht werden.

### Physiognomie
Optisch unterscheiden sich die Streuwiesen von den immergrünen Futterwiesen durch die gelb-braunen Farbtöne. Auf den zweiten Blick erkennt man diese Grünlandformation am Vorkommen solcher Pflanzenarten, deren Lebensrhythmus an die Herbstmahd besonders gut angepasst ist. Dazu zählen vor allem Spätblüher wie das namensgebende Pfeifengras, der Schwalbenwurz-Enzian, die Blutwurz, der Teufelsabbiss und viele Knabenkräuter. Die Hauptblühphase liegt viel später als in den Sumpfdotterblumenwiesen, im Juli und August. Wegen der nur sehr geringen Nutzungsintensität gleichen die Streuwiesen von weitem oft Brachestadien anderer Grünlandtypen. Allerdings sind viele, vor allem sehr pfeifengrasreiche Bestände in den letzten Jahrzehnten nur noch unregelmäßig genutzt worden und bereits halbe Brachestadien. Typisch für solche Bestände ist ein lockeres oberes Stockwerk aus Schilfhalmen. Die Pfeifengras-Streuwiesen sind unter den 15 wichtigsten Grünlandtypen Süddeutschlands eine der interessantesten Vegetationsformen. Neben Feuchtigkeitszeigern kommen in Pfeifengras-Streuwiesen besonders viele sogenannte Magerkeitszeiger vor. Dabei handelt es sich um Arten, die an mangelhafte Nährstoff-Verfügbarkeit sowie späte Mahd angepasst sind.

### Effiziente Nährstoffökonomie
Streuwiesenpflanzen haben eine besondere Überlebensstrategie: Durch die ausgeprägte Fähigkeit, den größten Teil der in Blatt und Spross enthaltenen Nährstoffe und Assimilate wieder in die basalen Pflanzenteile (Stoppeln, Wurzeln, Rhizome) zurückzuverlagern, besitzen sie eine äußerst effiziente Nährstoffökonomie. Diese „interne Rückverlagerung“ beginnt schon im Hochsommer. Wenn dann im Herbst die Mähmaschine kommt, findet daher kaum noch ein Nährstoffexport aus der Wiese statt. Die gespeicherten Nährstoffe stehen dann für die kommende Vegetationsperiode wiederum für das Wachstum zur Verfügung.

### Die Pflanzengesellschaften der Pfeifengras-Streuwiesen Süddeutschlands
Die Streuwiesen kommen je nach Klimaverhältnissen und geographischer Lage in unterschiedlichen Gesellschaften vor. Diese können in standörtliche Ausbildungen (basisch bis sauer, oligotroph bis mesotroph, feucht bis nass) unterschieden werden. Die Pfeifengraswiesen bilden im pflanzensoziologischen System den Verband Molinion caeruleae. Er gehört (zusammen mit den Sumpfdotterblumen-Wiesen und den Brenndolden-Wiesen) zur Ordnung der Feuchtwiesen (Molinietalia).
Charakterarten des Verbands Molinion sind: Kümmelblättrige Silge (Selinum carvifolia), Heil-Ziest (Betonica officinalis), Nordisches Labkraut (Galium boreale), Lungen-Enzian (Gentiana pneumonanthe), Hain-Hahnenfuß (Ranunculus polyanthemos agg.), Sibirische Schwertlilie (Iris sibirica), Prachtnelke (Dianthus superbus), Hartmans Segge (Carex hartmanii). Außerdem in den Brenndoldenwiesen vorkommend: Gewöhnliche Wiesensilge (Silaum silaus), Färber-Scharte (Serratula tinctoria). Das Pfeifengras (Molinia caerulea agg.) selbst kommt auch in anderen Gesellschaften vor und gilt nur als Trennart.
Die Gliederung der Pfeifengraswiesen in einzelne Assoziationen wird von verschiedenen Autoren unterschiedlich gehandhabt. Traditionell wird eine Vielzahl von, meist regional verbreiteten, Assoziationen unterschieden. Eine entsprechende Gliederung ist unten dargestellt. Heute werden alle diese Gesellschaften häufig in einer weit gefassten Assoziation, dem Molinietum caeruleae, vereinigt, welches dann die einzige mitteleuropäische Assoziation des Verbands wäre.
Süddeutschland steht im Zentrum der Verbreitung der Pfeifengraswiesen. Sie kommen, meist in verarmten Ausbildungen, nach Nordwesten bis zur Eifel, nach Nordosten bis ins Elbtal und ins östliche Schleswig-Holstein vor. Die meisten Bestände abseits des Alpenvorlands sind aber heute vernichtet, Restbestände finden sich ausschließlich in Naturschutzgebieten. Im norddeutschen Flachland waren sie allerdings schon immer extrem selten, da sie basenreiche Böden benötigen. Das weitere Verbreitungsgebiet umfasst Südost-Frankreich, Osteuropa bis zur Ukraine, Nord-Balkan (Illyrien). Pfeifengraswiesen kommen vor allem in der planaren und collinen Höhenstufe vor und klingen in der montanen Stufe aus. Sie fehlen deshalb in den Alpen.

#### Pfeifengraswiesen auf basenarmen Standorten

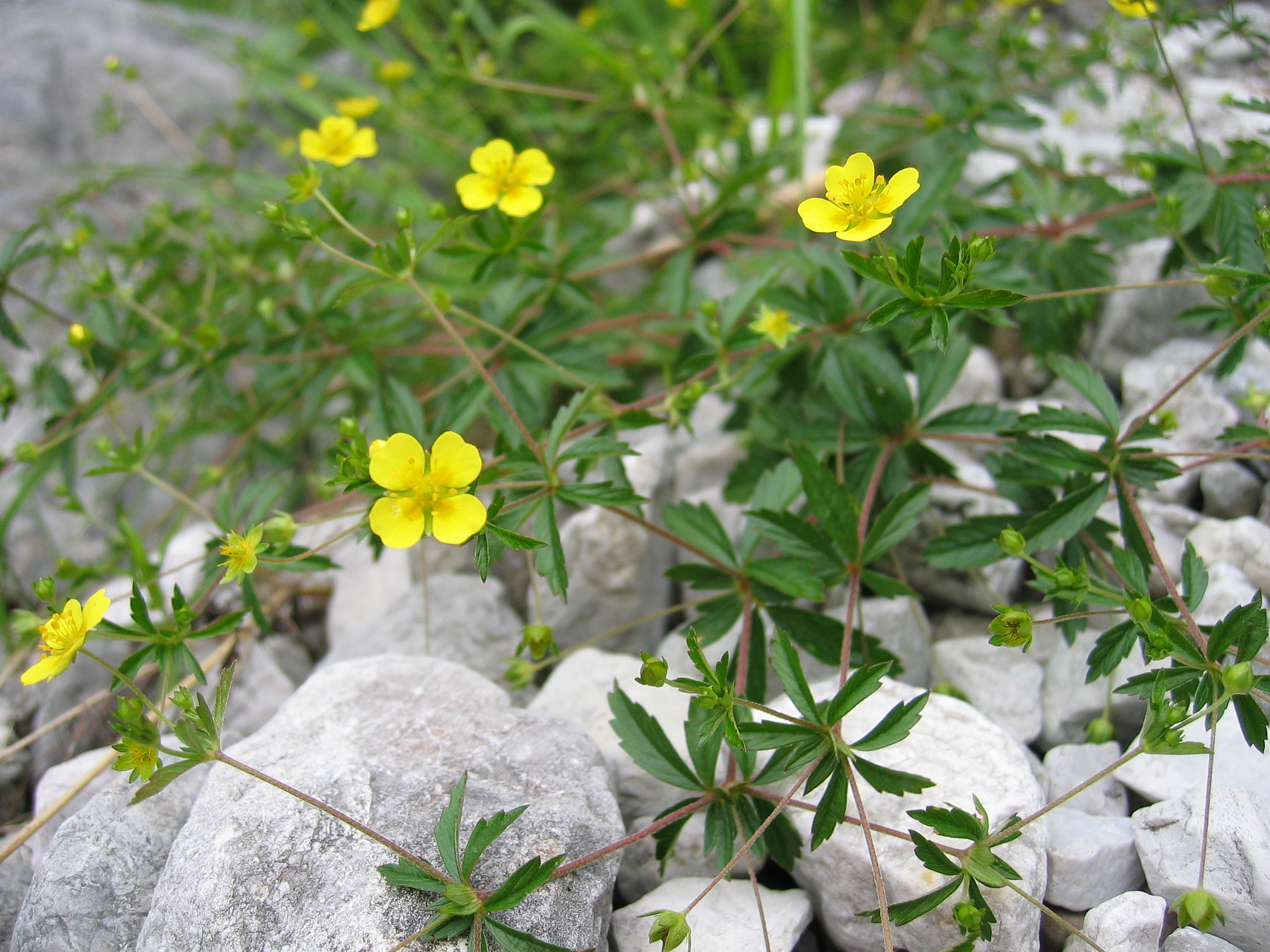
Blutwurz

1. Die Binsen-Pfeifengraswiese (Junco-Molinietum)
Sie ist eine Streuwiese der feuchten bis nassen, mesotrophen, kalkarmen Silikatböden (z. B. Bayerischer Wald, Schwarzwald). Eine artenarme Variante davon gibt es auf gestörten, entwässerten Hochmooren des Alpenvorlandes mit fast reinen Pfeifengrasbeständen. Vergleichbare Bestände finden sich auch in Norddeutschland. Charakteristische Arten: Spitzblütige Binse (Juncus acutiflorus), Knäuel-Binse (Juncus conglomeratus), Flatter-Binse (Juncus effusus), Kümmelblättrige Silge (Selinum carvifolia), Gewöhnlicher Teufelsabbiss (Succisa pratensis), Borstgras (Nardus stricta).
Den Binsen-Pfeifengraswiesen fehlen die Charakterarten der typischen Pfeifengraswiesen, die Ähnlichkeit ist vor allem physiognomisch durch das Vorherrschen von Molinia. Heute werden entsprechende Wiesen als „Juncus-Succisa pratensis-Gesellschaft“ ins Calthion gestellt, manche Bestände auch als bodennasse Borstgrasrasen aufgefasst. Sie gelten nicht mehr als Assoziation, weil sie keine Charakterarten haben.

#### Pfeifengraswiesen auf basenreichen Standorten des Hügel- und Berglandes
2. Die typische Pfeifengraswiese (Molinietum caeruleae)
Dabei handelt es sich um die häufigste Pfeifengraswiese. Sie findet sich auf feuchten bis wechselfeuchten, gelegentlich schwach entwässerten Standorten in submontaner bis montaner Lage. Pedologisch gesehen sind es humose oder mineralische, entweder neutrale bis leicht basische Nassböden, also: Gleye, Anmoore oder Niedermoore. Sie kommt im Alpenvorland und in Mittelgebirgen (z. B. Schweizer, schwäbischer und fränkischer Jura) vor. Charakteristische Arten sind:

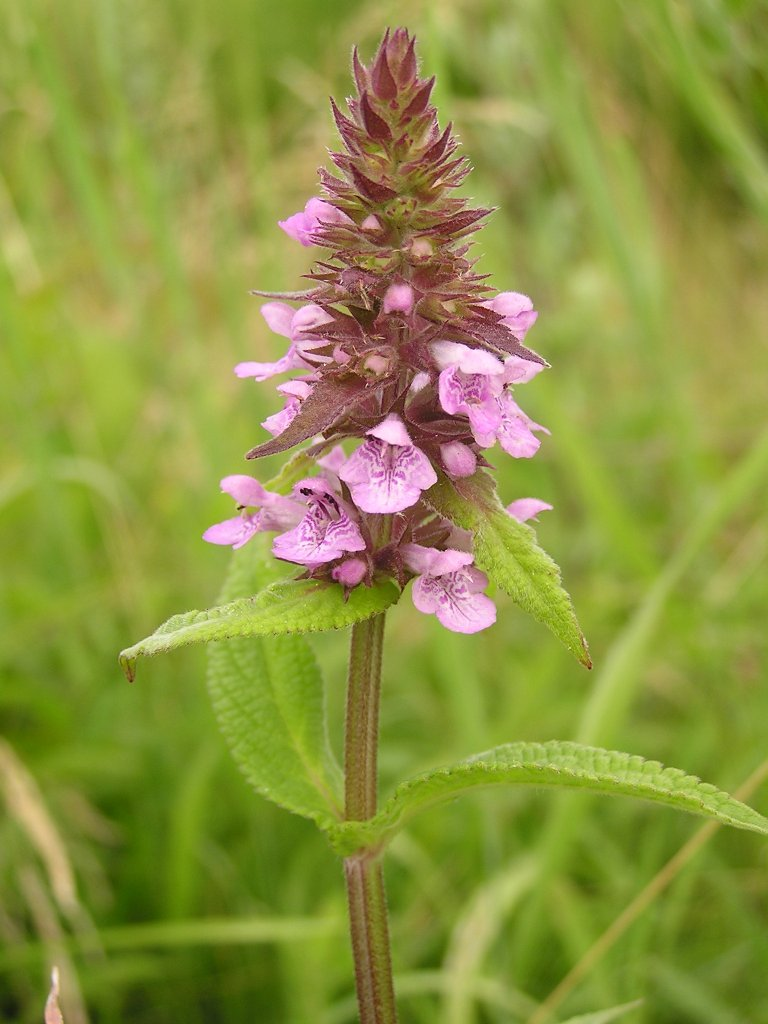
Sumpf-Ziest

- auf Moorböden: Spatelblättriges Greiskraut (Senecio helenites). Pfeifengraswiesen mit dieser Art finden sich vor allem im östlichen Schwarzwald und auf der Baar in montaner Lage (um 900 m ü. NN).
- auf Tonböden: Heil-Ziest (Betonica officinalis), Wiesensilge (Selinum carvifolia), Preußisches Laserkraut (Laserpitium prutenicum), Lungen-Enzian (Gentiana pneumonanthe, Charakterart für das Allio suaveolentis-Molinietum), Filz-Segge (Carex tomentosa), Färberscharte (Serratula tinctoria), Großer Wiesenknopf (Sanguisorba officinalis).

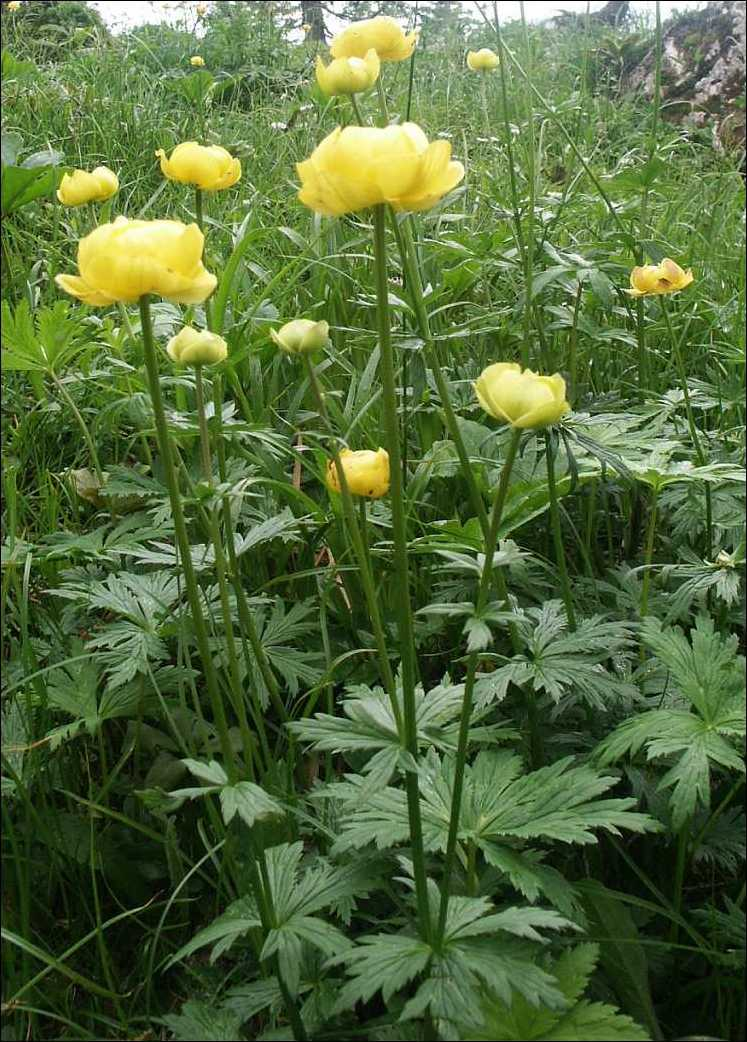
Trollblume

3. Die Trollblumen-Pfeifengraswiese (Trollblumen-Ausbildung des Molinietum, gelegentlich als Assoziation Trollio-Molinietum aufgefasst)
Dies ist die montane Form (ab 700 m ü. NN.) der oben genannten typischen Pfeifengraswiese. Charakteristische Arten sind: Trollblume (Trollius europaeus), Niedrige Schwarzwurzel (Scorzonera humilis), Kugelige Teufelskralle (Phytheuma orbiculare), Wiesen-Knöterich (Polygonum bistorta).

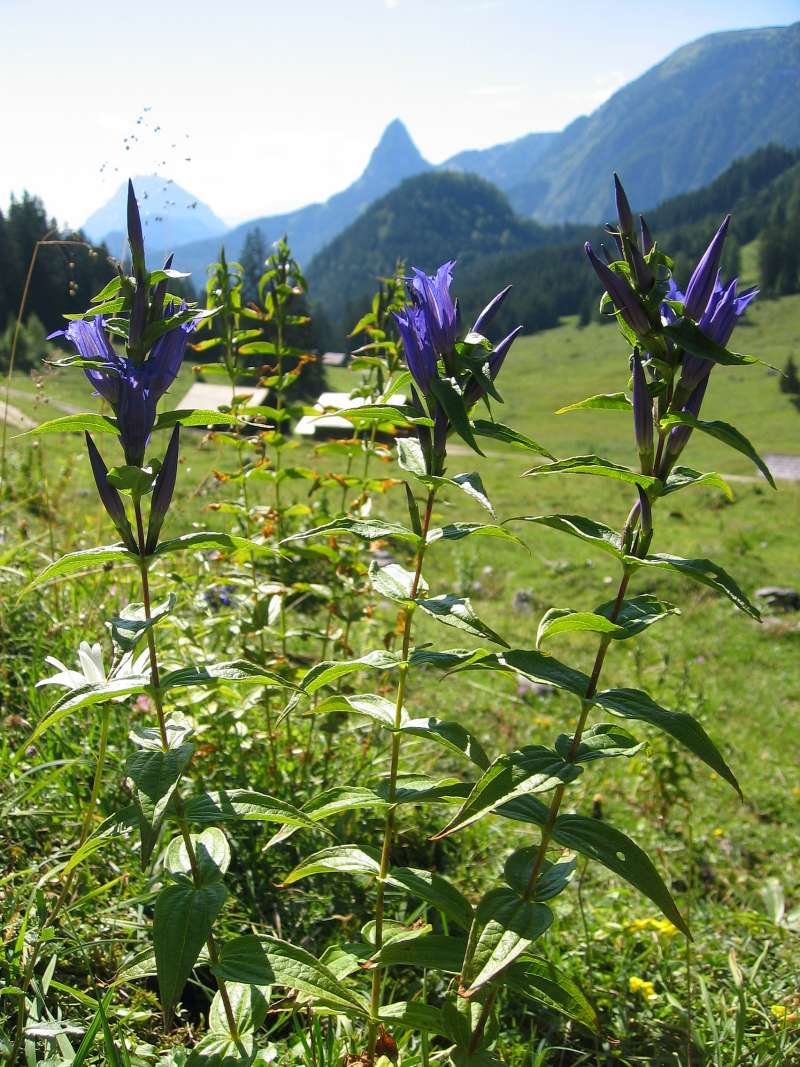
Schwalbenwurz-Enzian

4. Die Enzian-Pfeifengraswiese (Gentiano asclepiadeae-Molinietum)
Dies ist die präalpine Variante der typischen Pfeifengraswiese. Häufige Böden sind wechselfeuchte Kalkton- und Niedermoorböden, oft oberflächig etwas versauert. Dieser Typ weist einen hohen Anteil solcher Arten auf, die den Schwerpunkt ihres Vorkommens im kühlen niederschlagsreichen unmittelbaren Alpenvorland haben. Das Vorkommen ist hauptsächlich das bayerische und das württembergische Allgäu. Zu den charakteristischen Arten gehören: Schwalbenwurz-Enzian (Gentiana asclepiadea), Mehlprimel (Primula farinosa), Frühlings-Enzian (Gentiana verna), Weißer Germer (Veratrum album).
Die Assoziation weist gegenüber dem Molinietum allerdings keine eigenständigen Charakterarten auf. Sie ist von ihrem Erstbeschreiber, Erich Oberdorfer, später selbst mit dem Molinietum synonymisiert worden. Sie kann als lokale Ausprägung des Molinietum gelten.

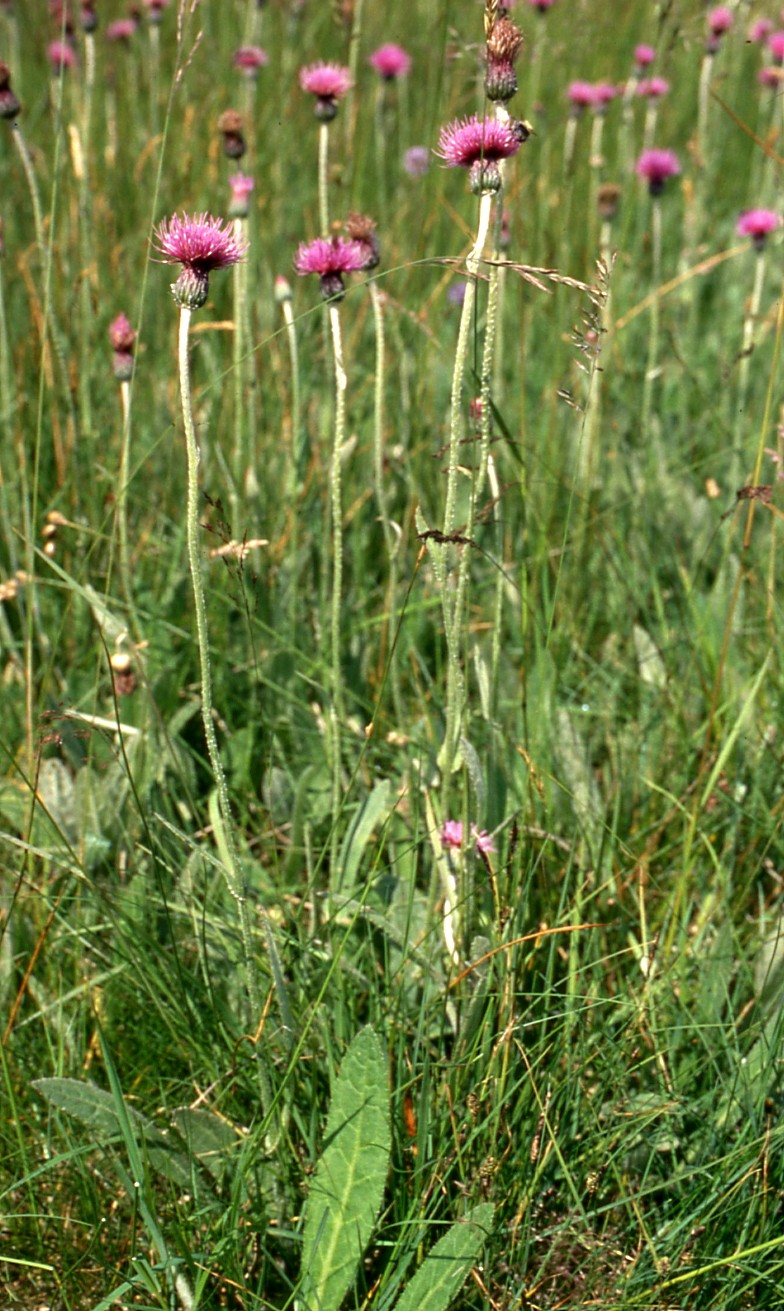
Englische Kratzdistel

5. Pfeifengraswiesen auf basenreichen Standorten der Tieflagen
Streuwiesen auf solchen Standorten – vor allem in der Oberrheinebene, aber auch im Donautal beispielsweise in der Nähe von Donauwörth – sind heutzutage derart selten geworden, dass sie vom staatlichen Naturschutz wie ein Kleinod geschützt und gepflegt werden. Die entsprechenden Pflanzengesellschaften sind:
- Knollenkratzdistel-Pfeifengraswiese (Cirsio tuberosi-Molinietum; Molinietum medioeuropaeum). Auf relativ trockenen, kalkhaltigen, lehmigen Böden in den sommerwarmen Tieflagen Südwestdeutschlands und der Oberrheinebene. Übergang zu den Halbtrockenrasen mit zahlreichen gemeinsamen Arten.
- Brenndolden-Pfeifengraswiesen (Cnidio-Violetum) (heute ins Cnidion gestellt, vgl. Stromtalwiese).
- Kantenlauch-Pfeifengraswiese (Allium angulosum-Bestände). Übergang zu den Cnidion-Wiesen, vor allem in Nordost-Deutschland.
- Fenchel-Pfeifengraswiese (Oenantho lachenalii-Molinietum).  Seltene Streuwiese im mittleren und nördlichen Oberrheintal in Flutmulden unmittelbar am Rhein auf nassen, kiesigen, kalkhaltigen Aue-Rohböden. Wird nur sporadisch gemäht[14]
- Duftlauch-Pfeifengraswiese (Allio suaveolentis-Molinietum). Regionale Ausbildung des bayrischen Alpenvorlands, bis nach Südosteuropa.
- Schwertlilien-Pfeifengraswiese (Iris sibirica-Bestände) (früher auch als Assoziation aufgefasst: (Iridetum sibiricae))
- Silgenwiese (Silaetum silai)

## Die Tierwelt
Vorkommen und Zusammensetzung von Tierlebensgemeinschaften sind in vielfältiger Weise von den Standortverhältnissen, der Vegetation, der Nutzung oder auch dem Vorkommen anderer Tiergruppen abhängig. Im Folgenden soll anhand einiger Beispiele ein Einblick in die Vielfalt der Tierwelt der Streu- und Nasswiesen gegeben werden.

### Vögel
Eine Reihe von Vogelarten ist zumindest in bestimmten Lebensphasen eng an Streuwiesen gebunden. So nutzen beispielsweise Großer Brachvogel (Numenius arquata), Braunkehlchen (Saxicula rubetra) und Kiebitz (Vanellus vanellus) diese Wiesen als Brutgebiete.

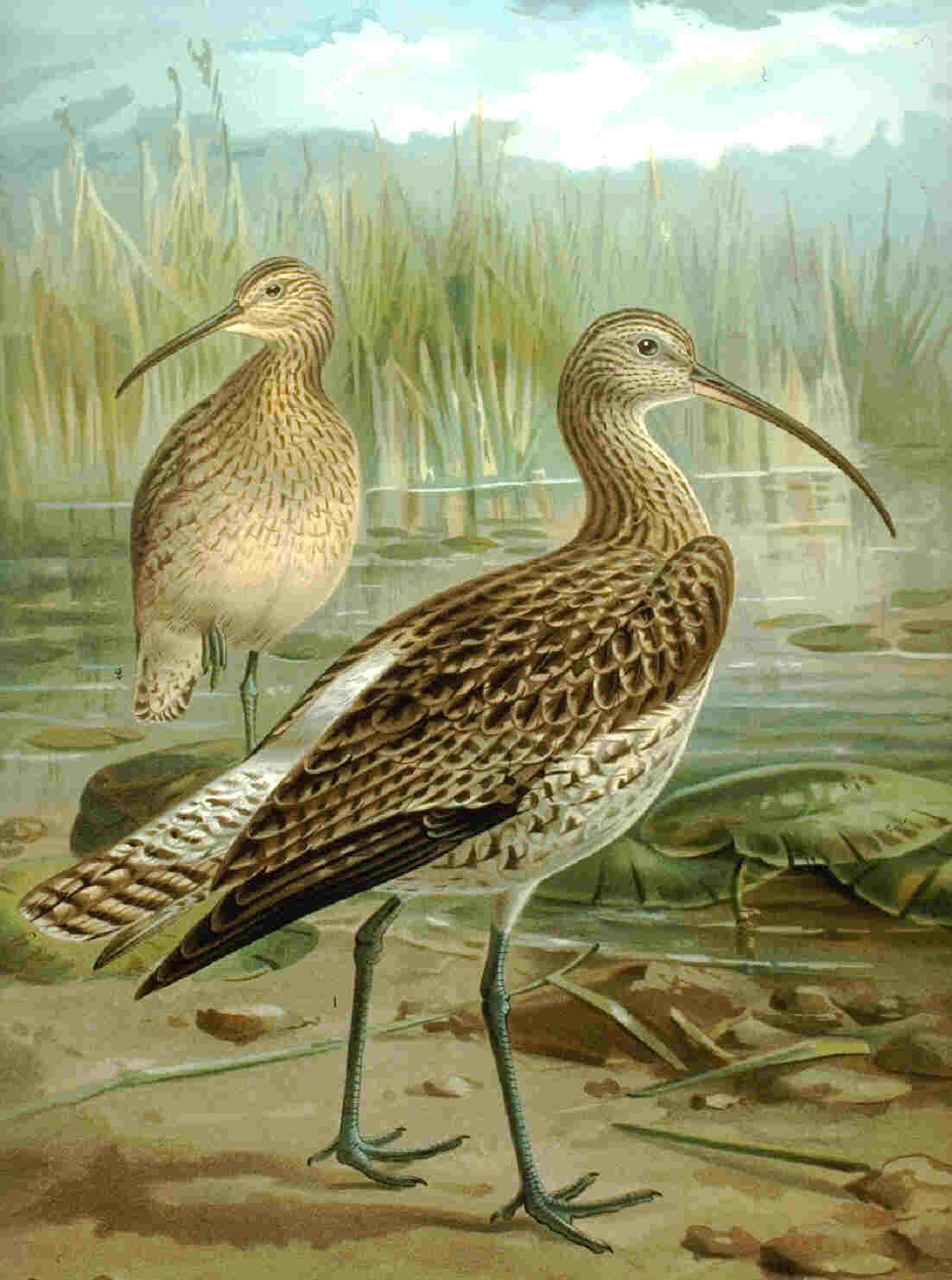
Großer Brachvogel

#### Großer Brachvogel
Dieser Schnepfenvogel benötigt Nasswiesengebiete mit einer Mindestausdehnung von 3 bis 5 km² Größe, um eine lebensfähige Population von 20 bis 30 Brutpaaren langfristig halten zu können. Diese Gebiete müssen zudem sehr übersichtlich sein und dürfen kaum von Sträuchern und Hecken durchzogen sein, da der Brachvogel stets freie Sicht braucht und eine große Fluchtdistanz (> 130 m) gegenüber seinen natürlichen Feinden hat.

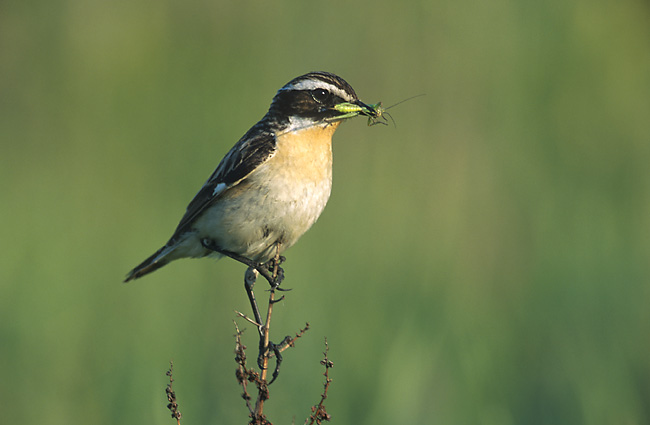
Braunkehlchen

#### Braunkehlchen
Das Braunkehlchen lebt gern in insektenreichen Streuwiesen mit starker vertikaler Strukturvielfalt. So dienen die Blütenköpfe der Kohldistel (Cirsium oleraceum), der Waldengelwurz (Angelica sylvestris) oder Schilfhalme als sogenannte „Überhälter“ als Singwarten und Aussichtspunkt für die Jagd auf fliegende Insekten. Ausreichende Strukturvielfalt kann sich aber nur auf spät gemähten Wiesen einstellen. Frühe Mahd schafft dagegen einförmige Bestände ohne Überhälter und gefährdet zudem die Gelege und Nestlinge.

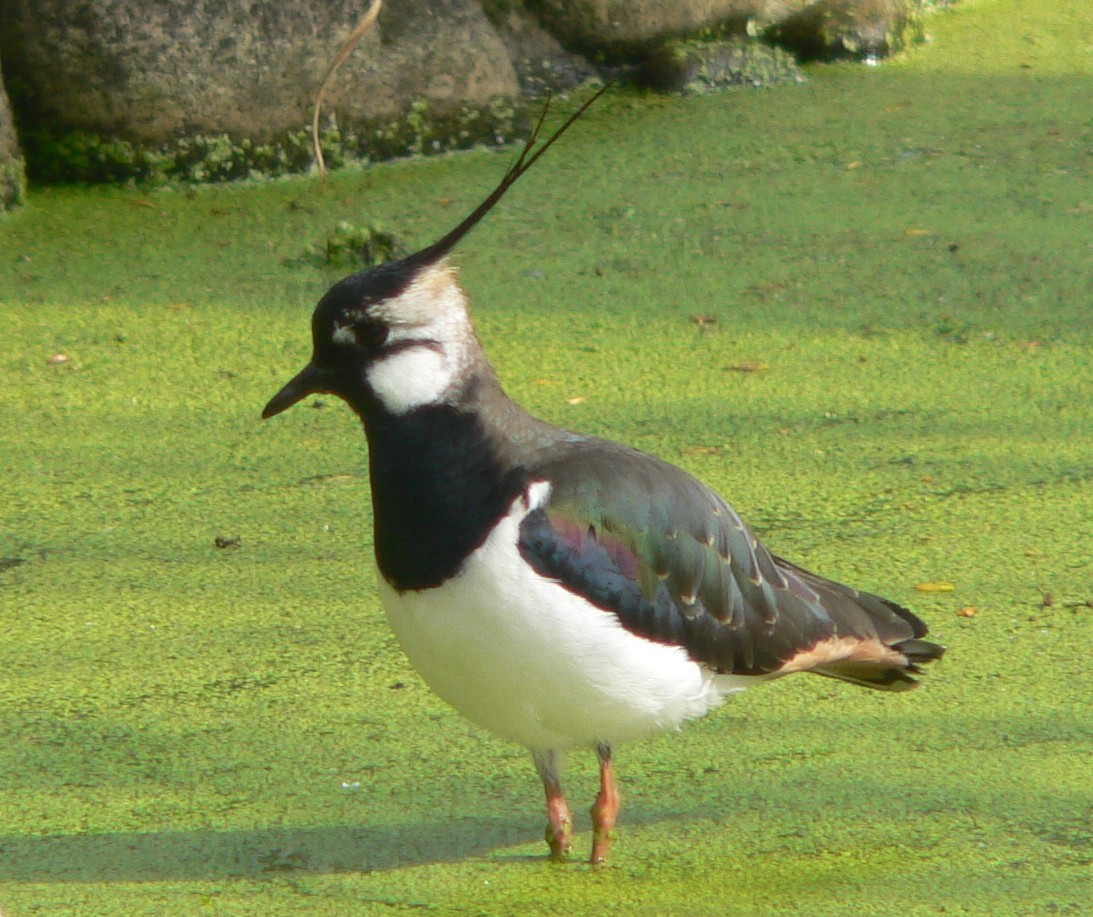
Kiebitz

#### Kiebitz
Dieser Vogel beginnt schon sehr zeitig im Frühjahr mit dem Brüten. Die Brutplatzwahl wird entscheidend von Nässe und Bodenfarbe geprägt. Auf extensiv genutzten Streu- und Nasswiesen herrschen nach der Schneeschmelze bräunliche und schwarze Farbtöne vor. Fettwiesen sind zu diesem Zeitpunkt dagegen schon grün. Finden Kiebitze keine Streu- und Nasswiesen, wechseln sie oft auf umgebrochene Niedermoorwiesen über, die als Maisacker genutzt werden, in denen ihre Jungen aber meist eingehen, da sie hier nicht genügend Insektennahrung finden.

#### Sonstige Arten
Arten mit Verbreitungsschwerpunkt in Streuwiesen sind außerdem Wiesenpieper, Raubwürger und Wachtelkönig. In verbrachenden Streuwiesen kommen regelmäßig Arten der Röhrichte wie Feldschwirl, Rohrammer, Schilfrohrsänger und Sumpfrohrsänger vor.

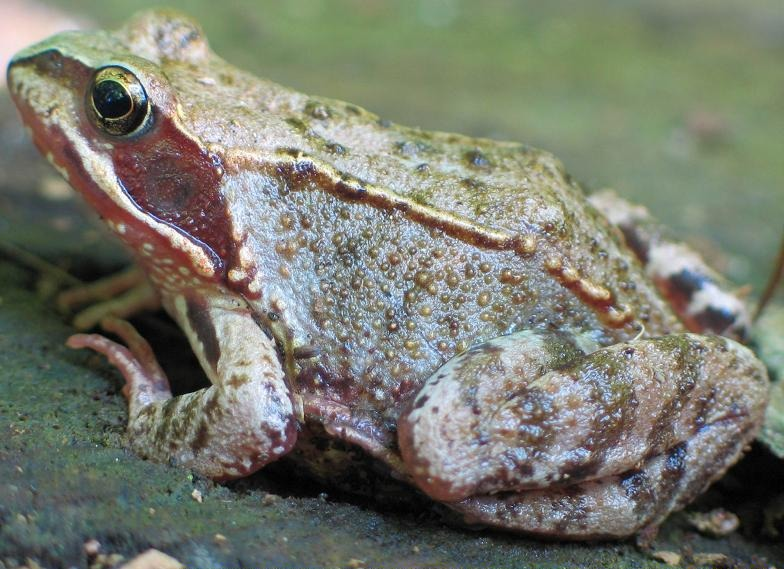
Grasfrosch

### Amphibien
Streuwiesen stellen für einige Amphibienarten wichtige Sommerlebensräume dar. Deshalb genügt es nicht, nur Laichplätze wie beispielsweise Tümpel zu erhalten oder bereitzustellen. So kann beispielsweise der Grasfrosch (Rana temporaria) sowie der seltenere Moorfrosch Rana arvalis Streu- und Feuchtwiesen deshalb nutzen, weil diese Wiesentypen nur sehr extensiv genutzt werden. Wichtig ist auch, dass der Boden möglichst nass ist und außerdem genügend Versteckmöglichkeiten vorhanden sind. Dazu zählen vor allem flache Wiesengräben, die nicht zu häufig geräumt werden. Der Einsatz von Grabenfräsen bei der Unterhaltung der Gräben sowie der Einsatz zu tief eingestellter Mähmesser bei der Wiesenmahd ist für Frösche und Kröten tödlich.

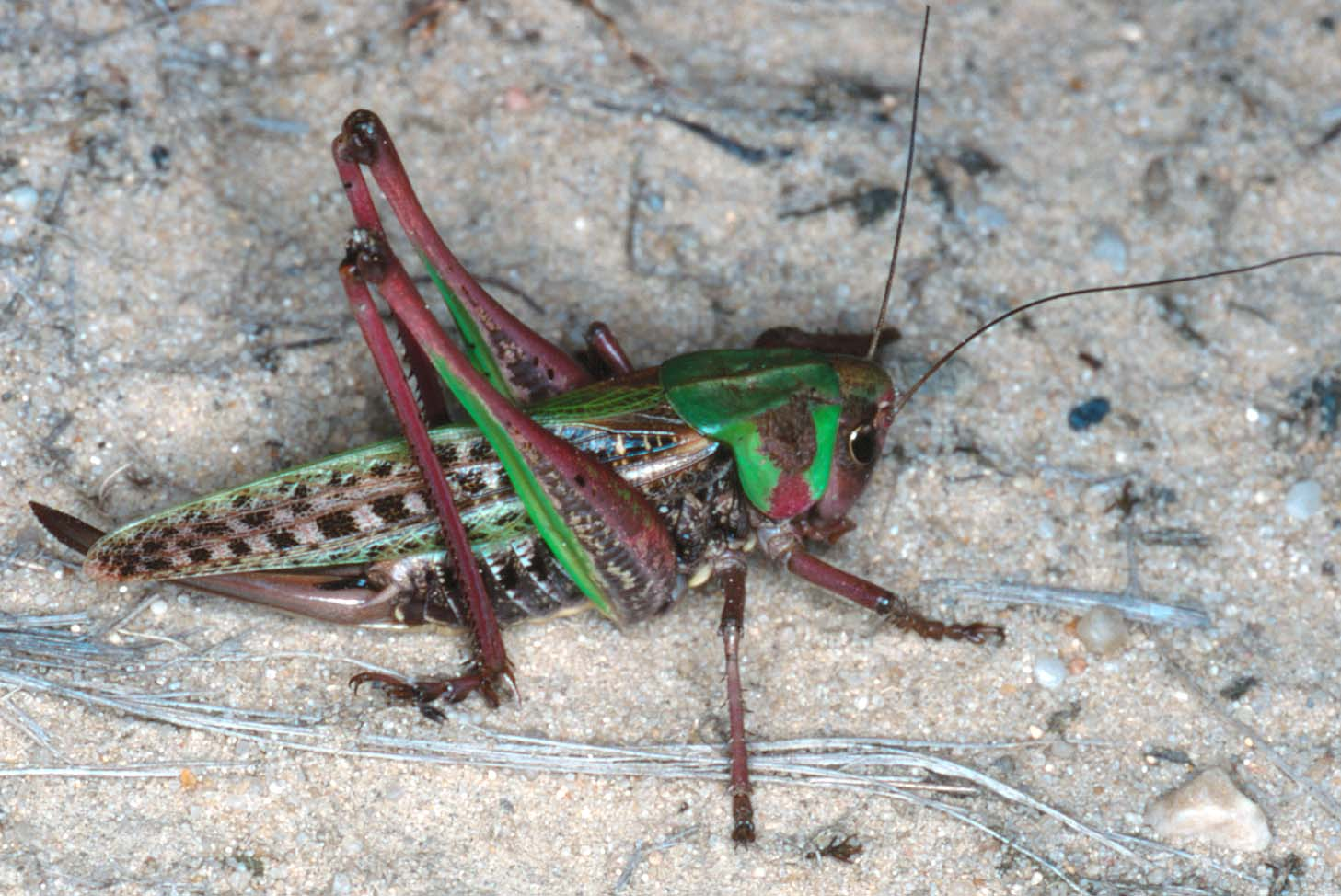
Warzenbeißer

### Heuschrecken
Abwechslungsreiche Vegetationsstrukturen mit dicht oder locker bestandenen Plätzen sowie der große Artenreichtum in der Vegetation fördert die Besiedlung mit Heuschrecken. Wichtig für sie ist auch eine möglichst lange, ungestörte Entwicklung. Besonders magere Streu- und Feuchtwiesen erfüllen diese Bedingungen. So ist zum Beispiel die Entwicklung der am Boden abgelegten, wärmebedürftigen Eier und Larven des Warzenbeißers (Decticus verrucivorus) einer typischen Art der Streuwiesen, sehr stark von der jahreszeitlich späten Bestandsentwicklung der Wiesen sowie ihrer für die Sonneneinstrahlung offenen Struktur abhängig. Besonders feuchte Wiesen sowie junge Nasswiesenbrachen mit hoher Strukturvielfalt werden von der stark gefährdeten Sumpfschrecke (Stetophyma grossum) als Habitat bevorzugt.

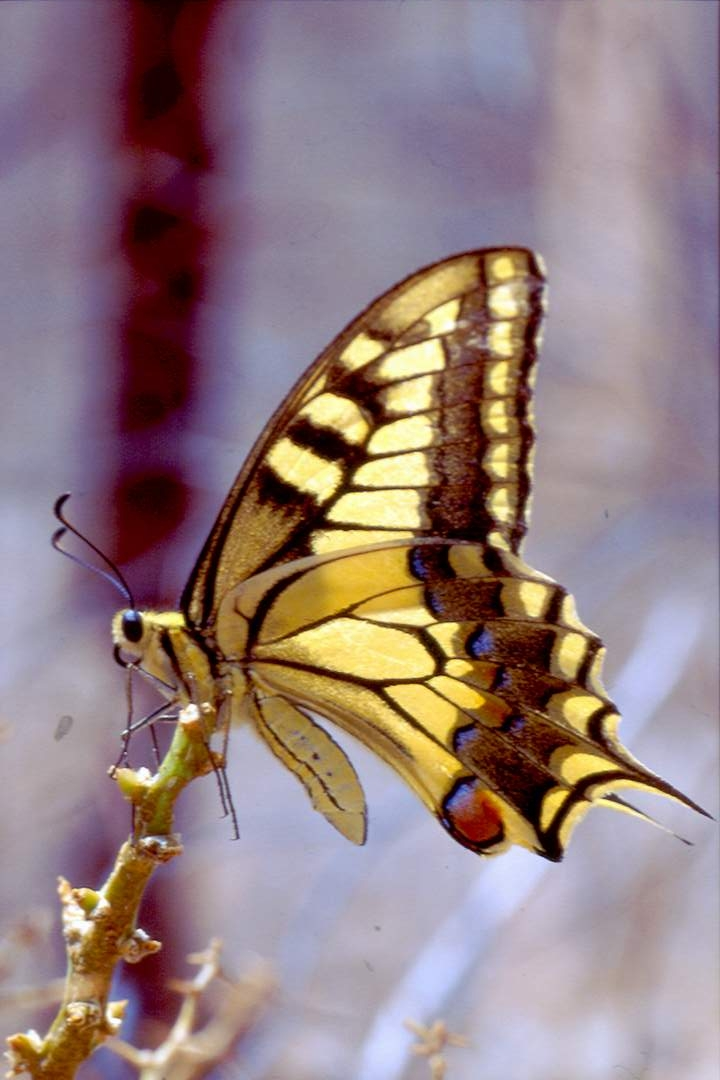
Schwalbenschwanz

### Schmetterlinge
Viele Schmetterlinge nutzen Streuwiesen sowohl im Larvalstadium (Raupe) wie als erwachsene Falter (Imago). Manche Arten sind dabei an bestimmte Pflanzen gebunden, da ihre Raupen nur an diesen fressen. Auf Feuchtwiesen wird zum Beispiel die Kümmelblättrige Silge (Selinum carvifolia) von den Raupen des Schwalbenschwanzes (Papilio machaon) als Futterpflanze bevorzugt, der Große Wiesenknopf (Sanguisorba officinale) von den Moor-Bläulingen. Auf Streuwiesen ist das Pfeifengras für die Raupen des Blauäugigen Waldportiers oder Riedteufels (Minois dryas) die wichtigste Futterpflanze. Für das Vollinsekt ist das Angebot an nektarreichen Blüten lebenswichtig. Insbesondere Schmetterlingsblütler, Lippenblütler, Korbblütler und Nelkengewächse werden von den Faltern genutzt. Weitere typische Schmetterlingsarten der Streuwiesen sind Baldrian-Scheckenfalter (Melitaea diamina), Braunfleckiger Perlmuttfalter (Boloria selene), Goldener Scheckenfalter (Euphydryas aurinia), Heilziest-Dickkopffalter (Carcharodus flocciferus), Mädesüß-Perlmuttfalter (Brenthis ino), Moor-Wiesenvögelchen (Coenonympha oedippus). Aus den genannten Gründen sind Streu- und Heuwiesen mit ihrer geringen Nutzungsintensität sowohl für die Entwicklung der Raupen als auch der Falter von großer Bedeutung.